# Dwór w Goli Świdnickiej
Dwór w Goli Świdnickiej – zabytkowy dwór wybudowany w XIX w. w Goli Świdnickiej.

## Położenie
Dwór położony jest we wsi w Polsce, w województwie dolnośląskim, w powiecie świdnickim, w gminie Świdnica.

## Opis
Dwór dwukondygnacyjny zbudowany na planie prostokąta zwieńczony dachem mansardowym z lukarnami.